# Ascoli Calcio 1898 1985-1986
Questa voce raccoglie le informazioni riguardanti l'Ascoli Calcio 1898 nelle competizioni ufficiali della stagione 1985-1986.

## Stagione

Il derby di andata Samb-Ascoli del 5 gennaio 1986: Barbuti ha appena ribadito di testa un pallone calciato da Marchetti, su punizione: fù 1-0; la garà finì poi 1-1.

Nella stagione 1985-1986 l'Ascoli appena sceso di categoria, vince il campionato di Serie B, ottenendo il pronto ritorno in Serie A e qualificandosi alla Mitropa Cup. Affidata dal presidente Costantino Rozzi al duo formato dall'allenatore Aldo Sensibile e dal direttore tecnico Vujadin Boškov, l'Ascoli con 50 punti vince il torneo cadetto, seguita dalle due neopromosse terribili, Brescia e Lanerossi Vicenza, anch'esse promosse sul campo. Sul campo perché sul campionato si abbatte la scure delle partite truccate che toglieranno la Serie A appena conquistata al Lanerossi Vicenza, impediranno alla Triestina lo spareggio promozione con l'Empoli, in luogo del Vicenza; si erano piazzate entrambe al quarto posto. E manderà in Serie D il Perugia già retrocesso in Serie C1, portando inoltre il Palermo alla radiazione. La squadra marchigiana ha goduto del miglior attacco della Serie B con 56 reti segnate, con la dote di tre attaccanti arrivati in doppia cifra, Massimo Barbuti con 14 reti tutte in campionato, Giuseppe Incocciati autore di 13 reti, 2 in Coppa Italia e 11 in campionato, e Francesco Vincenzi con 11 centri.
In Coppa Italia l'Ascoli disputa l'ottavo girone di qualificazione, che promuove agli ottavi di finale la Roma ed il Messina, alla squadra bianconera non bastano due vittorie e due pareggi per ottenere la qualificazione.

## Divise e sponsor
Sponsor tecnico per la stagione fu adidas, sponsor principale invece fu Norditalia. Maglia bianco-nera a strisce verticali, calzoncini bianchi, calzettoni bianchi con risvolto nero.

## Rosa
| N. |                   | Ruolo | Calciatore         |
| -- | ----------------- | ----- | ------------------ |
|    | Italia (bandiera) | P     | Roberto Corti      |
|    | Italia (bandiera) | P     | Luigi Muraro       |
|    | Italia (bandiera) | P     | Marco Schiavi      |
|    | Italia (bandiera) | D     | Catello Cimmino    |
|    | Italia (bandiera) | D     | Carlo Perrone      |
|    | Italia (bandiera) | D     | Giuseppe Sabadini  |
|    | Italia (bandiera) | D     | Flavio Destro      |
|    | Italia (bandiera) | D     | Antonio Gaspari    |
|    | Italia (bandiera) | D     | Paolo Pochesci     |
|    | Italia (bandiera) | C     | Domenico Agostini  |
|    | Italia (bandiera) | C     | Fulvio Bonomi      |
|    | Italia (bandiera) | C     | Giancarlo Pasinato |

| N. |                       | Ruolo | Calciatore            |
| -- | --------------------- | ----- | --------------------- |
|    | Italia (bandiera)     | C     | Giuseppe Carillo      |
|    | Italia (bandiera)     | C     | Antonio Regoli        |
|    | Italia (bandiera)     | C     | Antonio Dell'Oglio    |
|    | Italia (bandiera)     | C     | Maurizio Giovannelli  |
|    | Italia (bandiera)     | C     | Giuseppe Iachini      |
|    | Italia (bandiera)     | C     | Alberto Marchetti     |
|    | Italia (bandiera)     | C     | Fulvio Bonomi         |
|    | Jugoslavia (bandiera) | C     | Aleksandar Trifunović |
|    | Italia (bandiera)     | A     | Massimo Barbuti       |
|    | Italia (bandiera)     | A     | Giuseppe Incocciati   |
|    | Italia (bandiera)     | A     | Lorenzo Scarafoni     |
|    | Italia (bandiera)     | A     | Francesco Vincenzi    |

## Risultati

### Serie B

#### Girone di andata
| Arbitro: | Redini (Pisa) |

|                 |           |  |
| M. Agostini 74’ | Marcatori |  |

| Arbitro: | Testa (Prato) |

|                                         |           |  |
| G. Iachini 24’ Cimmino 30’ Pasinato 90’ | Marcatori |  |

| Arbitro: | Casarin (Milano) |

|  |           |                                      |
|  | Marcatori | 17’, 28’, 51’ Barbuti 35’ Trifunovic |

| Arbitro: | Tubertini (Bologna) |

|                              |           |  |
| Trifunovic 8’ G. Iachini 78’ | Marcatori |  |

| Arbitro: | Pairetto (Torino) |

|                            |           |                                |
| Maragliulo 38’ Bonesso 52’ | Marcatori | 41’ Incocciati 78’ Giovannelli |

| Arbitro: | Pellicanò (Reggio Calabria) |

|              |           |               |
| Vincenzi 21’ | Marcatori | 57’ Lucchetti |

| Palermo 20 ottobre 1985 7ª giornata | Palermo        | 0 – 0 | Ascoli | Stadio La Favorita\| Arbitro: \| Luci (Firenze) \| |
| Arbitro:                            | Luci (Firenze) |       |        |                                                    |

| Arbitro: | Sguizzato (Verona) |

|                                            |           |                   |
| Incocciati 10’ Pasinato 29’ G. Iachini 71’ | Marcatori | 90’ (rig.) Gritti |

| Arbitro: | Testa (Prato) |

|                            |           |               |
| Vincenzi 20’ Marchetti 90’ | Marcatori | 75’ O. Tacchi |

| Roma 10 novembre 1985 10ª giornata | Lazio              | 0 – 0 | Ascoli | Stadio Olimpico\| Arbitro: \| Bianciardi (Siena) \| |
| Arbitro:                           | Bianciardi (Siena) |       |        |                                                     |

| Arbitro: | Pellicanò (Reggio Calabria) |

|                                  |           |                                         |
| Incocciati 13’, 71’ Vincenzi 18’ | Marcatori | 30’ Ermini 53’ (rig.) Muraro 77’ Minoia |

| Arbitro: | Pezzella (Frattamaggiore) |

|                 |           |             |
| Di Giovanni 26’ | Marcatori | 71’ Barbuti |

| Arbitro: | Pirandola (Lecce) |

|                             |           |  |
| Incocciati 61’ Vincenzi 65’ | Marcatori |  |

| Arbitro: | Lo Bello (Siracusa) |

|             |           |                         |
| Bencina 11’ | Marcatori | 17’ Bonomi 29’ Vincenzi |

| Arbitro: | Casarin (Milano) |

|              |           |             |
| Casaroli 66’ | Marcatori | 86’ Barbuti |

| Arbitro: | Luci (Firenze) |

|             |           |  |
| Barbuti 14’ | Marcatori |  |

| Arbitro: | D'Elia (Salerno) |

|             |           |             |
| Fattori 68’ | Marcatori | 59’ Barbuti |

| Arbitro: | Tuveri (Cagliari) |

|                                                    |           |  |
| Barbuti 25’, 77’ Incocciati 34’ Spollon 75’ (aut.) | Marcatori |  |

| Catanzaro 19 gennaio 1986 19ª giornata | Catanzaro      | 0 – 0 | Ascoli | Stadio Militare\| Arbitro: \| Boschi (Parma) \| |
| Arbitro:                               | Boschi (Parma) |       |        |                                                 |

#### Girone di ritorno
| Arbitro: | Casarin (Milano) |

|                |           |  |
| Incocciati 37’ | Marcatori |  |

| Arbitro: | Lanese (Messina) |

|  |           |                          |
|  | Marcatori | 33’ Vincenzi 74’ Barbuti |

| Arbitro: | Greco (Lecce) |

|             |           |                    |
| Barbuti 61’ | Marcatori | 27’ (aut.) Perrone |

| Catania 16 febbraio 1986 23ª giornata | Catania          | 0 – 0 | Ascoli | Stadio Cibali\| Arbitro: \| Paparesta (Bari) \| |
| Arbitro:                              | Paparesta (Bari) |       |        |                                                 |

| Arbitro: | Da Pozzo (Monza) |

|                                              |           |  |
| Trifunovic 4’ Vincenzi 11’, 15’ Pasinato 40’ | Marcatori |  |

| Arbitro: | Boschi (Parma) |

|                                          |           |            |
| Savino 35’ Bertozzi 67’ El. Nicolini 73’ | Marcatori | 27’ Destro |

| Arbitro: | Baldi (Roma) |

|                                    |           |                          |
| Trifunovic 47’ Incocciati 58’, 72’ | Marcatori | 55’ Guerini 63’ Sorbello |

| Arbitro: | Paparesta (Bari) |

|               |           |  |
| Gentilini 73’ | Marcatori |  |

| Arbitro: | Longhi (Roma) |

|               |           |  |
| O. Tacchi 86’ | Marcatori |  |

| Arbitro: | Pezzella (Frattamaggiore) |

|                                                     |           |                                |
| Bonomi 15’ (rig.) Trifunovic 73’ (rig.) Cimmino 90’ | Marcatori | 37’ Torrisi 68’ (rig.) Garlini |

| Arbitro: | Casarin (Milano) |

|          |           |             |
| Neri 23’ | Marcatori | 70’ Barbuti |

| Arbitro: | Coppetelli (Tivoli) |

|                      |           |             |
| Menichini 63’ (aut.) | Marcatori | 35’ Strappa |

| Arbitro: | Pairetto (Torino) |

|  |           |               |
|  | Marcatori | 3’ Incocciati |

| Arbitro: | Lamorgese (Potenza) |

|                |           |  |
| G. Iachini 17’ | Marcatori |  |

| Ascoli Piceno 18 maggio 1986 34ª giornata | Ascoli           | 0 – 0 | Empoli | Stadio Cino e Lillo Del Duca\| Arbitro: \| D'Elia (Salerno) \| |
| Arbitro:                                  | D'Elia (Salerno) |       |        |                                                                |

| Arbitro: | Magni (Bergamo) |

|                                              |           |  |
| Pradella 4’, 48’ De Vecchi 54’ Marronaro 87’ | Marcatori |  |

| Ascoli Piceno 1º giugno 1986 36ª giornata | Ascoli           | 0 – 0 | Sambenedettese | Stadio Cino e Lillo Del Duca\| Arbitro: \| Paparesta (Bari) \| |
| Arbitro:                                  | Paparesta (Bari) |       |                |                                                                |

| Arbitro: | Fabricatore (Roma) |

|                    |           |                          |
| Saini 48’ Ambu 55’ | Marcatori | 25’ Vincenzi 35’ Barbuti |

| Arbitro: | Tarallo (Como) |

|                                     |           |                       |
| Bonomi 13’ Vincenzi 55’ Barbuti 85’ | Marcatori | 47’ Piccioni 89’ Soda |

### Coppa Italia

#### Ottavo girone
| Arbitro: | Bruschini (Firenze) |

|                                 |           |              |
| Trifunovic 24’ A. Marchetti 67’ | Marcatori | 29’ Imborgia |

| Arbitro: | Magni (Bergamo) |

|                |           |             |
| Incocciati 70’ | Marcatori | 14’ Rideout |

| Arbitro: | D'Elia (Salerno) |

|                        |           |  |
| Tovalieri 5’, 53’, 68’ | Marcatori |  |

| Arbitro: | Testa (Prato) |

|                     |           |                |
| Catalano 42’ (rig.) | Marcatori | 16’ Incocciati |

| Arbitro: | Frigerio (Milano) |

|  |           |                 |
|  | Marcatori | 83’ D. Agostini |

## Statistiche

### Statistiche di squadra
| Competizione | Punti | In casa | In casa | In casa | In casa | In casa | In casa | In trasferta | In trasferta | In trasferta | In trasferta | In trasferta | In trasferta | Totale | Totale | Totale | Totale | Totale | Totale | DR  |
| Competizione | Punti | G       | V       | N       | P       | Gf      | Gs      | G            | V            | N            | P            | Gf           | Gs           | G      | V      | N      | P      | Gf     | Gs     | DR  |
| ------------ | ----- | ------- | ------- | ------- | ------- | ------- | ------- | ------------ | ------------ | ------------ | ------------ | ------------ | ------------ | ------ | ------ | ------ | ------ | ------ | ------ | --- |
| Serie B      | 50    | 19      | 13      | 6       | 0       | 38      | 14      | 19           | 4            | 10           | 5            | 18           | 19           | 38     | 17     | 16     | 5      | 56     | 33     | +23 |
| Coppa Italia | 6     | 2       | 1       | 1       | 0       | 3       | 2       | 3            | 1            | 1            | 1            | 2            | 4            | 5      | 2      | 2      | 1      | 5      | 6      | -1  |
| Totale       |       | 21      | 14      | 7       | 0       | 41      | 16      | 22           | 5            | 11           | 6            | 20           | 23           | 43     | 19     | 18     | 6      | 61     | 39     | +22 |

### Statistiche dei giocatori
| Giocatore      | Serie B  | Serie B | Serie B     | Serie B    | Coppa Italia | Coppa Italia | Coppa Italia | Coppa Italia | Totale   | Totale | Totale      | Totale     |
| Giocatore      | Presenze | Reti    | Ammonizioni | Espulsioni | Presenze     | Reti         | Ammonizioni  | Espulsioni   | Presenze | Reti   | Ammonizioni | Espulsioni |
| -------------- | -------- | ------- | ----------- | ---------- | ------------ | ------------ | ------------ | ------------ | -------- | ------ | ----------- | ---------- |
| D. Agostini    | 15       | 0       | ?           | ?          | ?            | ?            | ?            | ?            | 15+      | 0+     | ?           | ?          |
| M. Barbuti     | 31       | 14      | ?           | ?          | ?            | ?            | ?            | ?            | 31+      | 14+    | ?           | ?          |
| F. Bonomi      | 36       | 3       | ?           | ?          | ?            | ?            | ?            | ?            | 36+      | 3+     | ?           | ?          |
| G. Carillo     | 1        | 0       | ?           | ?          | ?            | ?            | ?            | ?            | 1+       | 0+     | ?           | ?          |
| C. Cimmino     | 36       | 2       | ?           | ?          | ?            | ?            | ?            | ?            | 36+      | 2+     | ?           | ?          |
| R. Corti       | 37       | -32     | ?           | ?          | ?            | ?            | ?            | ?            | 37+      | -32+   | ?           | ?          |
| A. Dell'Oglio  | 18       | 0       | ?           | ?          | ?            | ?            | ?            | ?            | 18+      | 0+     | ?           | ?          |
| F. Destro      | 30       | 1       | ?           | ?          | ?            | ?            | ?            | ?            | 30+      | 1+     | ?           | ?          |
| A. Gaspari     | 3        | 0       | ?           | ?          | ?            | ?            | ?            | ?            | 3+       | 0+     | ?           | ?          |
| M. Giovannelli | 16       | 1       | ?           | ?          | ?            | ?            | ?            | ?            | 16+      | 1+     | ?           | ?          |
| G. Iachini     | 34       | 4       | ?           | ?          | ?            | ?            | ?            | ?            | 34+      | 4+     | ?           | ?          |
| G. Incocciati  | 33       | 10      | ?           | ?          | ?            | ?            | ?            | ?            | 33+      | 10+    | ?           | ?          |
| A. Marchetti   | 30       | 1       | ?           | ?          | ?            | ?            | ?            | ?            | 30+      | 1+     | ?           | ?          |
| L. Muraro      | 1        | -1      | ?           | ?          | ?            | ?            | ?            | ?            | 1+       | -1+    | ?           | ?          |
| G. Pasinato    | 28       | 3       | ?           | ?          | ?            | ?            | ?            | ?            | 28+      | 3+     | ?           | ?          |
| C. Perrone     | 32       | 0       | ?           | ?          | ?            | ?            | ?            | ?            | 32+      | 0+     | ?           | ?          |
| P. Pochesci    | 5        | 0       | ?           | ?          | ?            | ?            | ?            | ?            | 5+       | 0+     | ?           | ?          |
| G. Sabadini    | 8        | 0       | ?           | ?          | ?            | ?            | ?            | ?            | 8+       | 0+     | ?           | ?          |
| L. Scarafoni   | 18       | 0       | ?           | ?          | ?            | ?            | ?            | ?            | 18+      | 0+     | ?           | ?          |
| A. Trifunovic  | 36       | 5       | ?           | ?          | ?            | ?            | ?            | ?            | 36+      | 5+     | ?           | ?          |
| F. Vincenzi    | 34       | 10      | ?           | ?          | ?            | ?            | ?            | ?            | 34+      | 10+    | ?           | ?          |